# Eleição municipal de Lages em 2016
A eleição municipal de Lages em 2016 foi realizada para eleger um prefeito, um vice-prefeito e 16 vereadores no município de Lages, no estado brasileiro de Santa Catarina. Foram eleitos Antônio Ceron (PSD) e Juliano Polese Branco para os cargos de prefeito(a) e vice-prefeito(a), respectivamente.
Seguindo a Constituição, os candidatos são eleitos para um mandato de quatro anos a se iniciar em 1º de janeiro de 2017. A decisão para os cargos da administração municipal, segundo o Tribunal Superior Eleitoral, contou com 122 076 eleitores aptos e 21 124 abstenções, de forma que 17.3% do eleitorado não compareceu às urnas naquele turno.

## Antecedentes
O prefeito eleito Antônio Ceron, além de já ter ocupado cargos como deputado estadual e secretário de Estado, havia disputado a prefeitura nas eleições anteriores, em 2012, quando perdeu para o cargo para Elizeu Mattos, do PMDB, que obteve 50,71% dos votos contra os 49,29% de Ceron.
Juliano Polese Branco, o vice, também concorreu nas eleições de 2012. Ele foi eleito vereador em Lages em 2012 pelo Partido Progressista, com 1.464 votos.
O segundo candidato mais votado, Marcius da Silva Machado também disputou uma das cadeiras de vereador de Lages na eleição anterior. Na época, o político estava filiado ao PPS (atual Cidadania) e foi eleito após obter 3.808 votos.

## Campanha
Uma redução de gastos pelos candidatos na maioria das cidades do estado de Santa Catarina durante as eleições municipais de 2016 foi causada por fatores como crise econômica, restrição de doações por empresas e menor tempo de campanha.No entanto, Lages foi a única cidade que apresentou crescimento nos últimos quatro anos, de R$ 15,7 mil para R$ 19,7 mil – ou 25% de acréscimo nas contas.

## Resultados

### Eleição municipal de Lages em 2016 para Prefeito
A eleição para prefeito contou com 3 candidatos em 2016: Antonio Ceron do Partido Social Democrático (2011), Roberto Rogério do Amaral do Partido da Social Democracia Brasileira, Marcius da Silva Machado do Partido da República que obtiveram, respectivamente, 35 242, 26 849, 30 525 votos. O Tribunal Superior Eleitoral também contabilizou 17.3% de abstenções nesse turno.
| Candidato(a)                     | Vice                              | Coligação               | Votos recebidos | Percentual |
| -------------------------------- | --------------------------------- | ----------------------- | --------------- | ---------- |
| Antonio Ceron (PSD)              | Juliano Polese Branco             | Lages Levada a Sério    | 35242           | 38.05%     |
| Marcius da Silva Machado (PR)    | Andréia Teresinha Borges Strasser | Tudo Muda Se Você Mudar | 30525           | 32.96%     |
| Roberto Rogério do Amaral (PSDB) | Mushue Dayan Hampel Vieira        | Somos Todos Lages       | 26849           | 28.99%     |

### Eleição municipal de Lages em 2016 para Vereador
Na decisão para o cargo de vereador na eleição municipal de 2016, foram eleitos 16 vereadores com um total de 93 334 votos válidos. O Tribunal Superior Eleitoral contabilizou 4 350 votos em branco e 3 268 votos nulos. De um total de 122 076 eleitores aptos, 21 124 (17.3%) não compareceram às urnas .
| Nome                          | Partido político                               | Coligação                                        | Votos recebidos | Percentual |
| ----------------------------- | ---------------------------------------------- | ------------------------------------------------ | --------------- | ---------- |
| Lucas Felipe Melo Neves       | Partido Progressista (PP)                      | Partido Progressista (sem coligação)             | 6192            | 6.63%      |
| Thiago Silva de Oliveira      | Movimento Democrático Brasileiro (MDB)         | Movimento Democrático Brasileiro (sem coligação) | 1953            | 2.09%      |
| Samuel Ramos                  | Partido Social Democrático (PSD)               | Lages Forte Novamente                            | 1815            | 1.94%      |
| Aidamar Seminotti Hoffer      | Partido Social Democrático (PSD)               | Lages Forte Novamente                            | 1772            | 1.9%       |
| Jose Bruno Hartmann Neto      | Partido da Social Democracia Brasileira (PSDB) | Compromisso com Lages                            | 1763            | 1.89%      |
| Davide Moro                   | Movimento Democrático Brasileiro (MDB)         | Movimento Democrático Brasileiro (sem coligação) | 1525            | 1.63%      |
| Mauricio Batalha Machado      | Partido Popular Socialista (PPS)               | Compromisso com Lages                            | 1520            | 1.63%      |
| Gerson Omar dos Santos        | Partido Social Democrático (PSD)               | Lages Forte Novamente                            | 1446            | 1.55%      |
| José Volnir Scheuermann       | Movimento Democrático Brasileiro (MDB)         | Movimento Democrático Brasileiro (sem coligação) | 1443            | 1.55%      |
| Pedro Figueredo               | Partido Social Democrático (PSD)               | Lages Forte Novamente                            | 1339            | 1.43%      |
| Luiz Marin                    | Partido Progressista (PP)                      | Partido Progressista (sem coligação)             | 1275            | 1.37%      |
| Jair da Costa Teixeira Junior | Partido Social Democrático (PSD)               | Lages Forte Novamente                            | 1268            | 1.36%      |
| Ivanildo Pereira              | Partido da República (PR)                      | Tudo Muda Se Você Mudar                          | 1201            | 1.29%      |
| Osni Rogério Freitas          | Partido Democrático Trabalhista (PDT)          | Tudo Muda Se Você Mudar                          | 1008            | 1.08%      |
| José Amarildo Farias          | Partido dos Trabalhadores (PT)                 | Partido dos Trabalhadores (sem coligação)        | 940             | 1.01%      |
| João Maria Chagas             | Partido Social Cristão (PSC)                   | Partido Social Cristão (sem coligação)           | 821             | 0.88%      |

## Análise
O prefeito, vice-prefeito e os vereadores eleitos foram empossados no dia 1º de janeiro de 2017, numa cerimônia realizada no Teatro Marajoara. Na ocasião, Antônio Ceron afirmou: '“Temos grandes instituições e um povo orgulhoso das suas raízes. Da minha parte, podem esperar muita dedicação, trabalho e esforço”.
Ao ser eleito, Ceron disse ainda: “A vitória veio, a gente está feliz, mas com muita responsabilidade assumimos alguns compromissos com Lages. E uns que a gente não vai falhar em nenhum momento, que é o respeito com as pessoas e com o dinheiro público. Nós daremos a nossa contribuição para que Lages volte a ser uma locomotiva na economia de Santa Catarina, dando mais oportunidade de emprego e renda, além de mais qualidade de vida as nossas pessoas".